# Wallmann’s Verlag
Wallmann’s Verlag war ein deutscher Verlag, der Zeitschriften zum Versicherungswesen veröffentlichte.

## Verlag
Verleger war der Berliner Jurist Friedrich Wallmann, in Publikationen meist als „Fr. Wallmann“ oder „Dr. Fr. Wallmann“ geführt. Seine Preussische Versicherungszeitschrift erschien noch bei J. C. Huber in Berlin-Charlottenburg, Wallmann’s Versicherungszeitschrift trägt 1876 den Vermerk „Druck: J. C. Huber's Buchdruckerei (Hasenjäger & Wallmann) in Charlottenburg“, verantwortlich für die Redaktion zeichnete Julius Hasenjäger. Mitte der 1880er Jahre ist Wallmann’s Verlag in Lankwitz bei Groß-Lichterfelde nachzuweisen, ab den 1890er Jahren firmiert er als Wallmann’s Verlag und Buchdruckerei.

## Veröffentlichungen
Wallmann gründete 1867 die Zeitschrift für Recht, Verfassung und Verwaltung der Versicherungs-Gesellschaften, die von 1868 bis 1873 als Preussische Versicherungszeitschrift und ab 1873 als Wallmann’s Versicherungszeitschrift fortgeführt wurde. 1921 ging sie in der Versicherungspost auf, die ab 1934 bis 1939 als Der Versicherungsaussendienst das Organ der deutschen Versicherungs-Generalagenten war. Im Zweiten Weltkrieg bis 1943 trug die Zeitschrift den Titel Wallmann’s Versicherungszeitschrift, beigelegt war 1940 Wallmann’s Umschau im Recht. Bis September 1944 kam die Zeitschrift unter dem Titel Die Versicherung: Offizielles Organ der Fachgruppe Versicherungsvertreter und Versicherungsmakler und im November 1944 als Versicherungswirtschaft: Kriegsgemeinschaftszeitschrift der Deutsche Versicherung und Die Versicherung heraus.
Beilagen zu Wallmann’s Versicherungszeitschrift waren Der Unfall: Organ für Statistik, Versicherung und Verringerung der Unfälle (1880–1885) und Die Lebensversicherung: volkstümliche Mitteilungen für Agenten und Versicherte (1884–1922).
Ab 1870 veröffentlichte Wallmann den Deutschen Versicherungs-Kalender, der ab 1924 als Wallmanns deutscher Versicherungskalender erschien und 1932 in C. Neumanns Jahrbuch der Privatversicherung im Deutschen Reich aufging.
1888 kam die von C. Keuchel für den Selbstunterricht bearbeitete und herausgegebene Schule des Lebensversicherungs-Mathematikers heraus. Nach dem Ersten Weltkrieg erschien Was muss ein tüchtiger Versicherungsvertreter vom Versicherungswesen wissen? Ein praktisches Hand- und Nachschlagebuch zur Einarbeitung und Vertiefung in der Versicherungsvermittlung. Mit Beiträgen praktischer Versicherungs-Fachmänner. Herausgeber war Hermann Oesterwitz, Geschäftsführer des Verlages und Redakteur der Versicherungs-Zeitschrift. Die Broschüre erlebte 1922 eine zweite Auflage.
Von 1927 bis 1938 erschien bei Wallmann der Geschäfts- und Vermögensstand der deutschen Hagelversicherungs-Unternehmungen, von 1939 bis 1942 unter dem Titel Wallmann’s Hagelbuch. Von 1932 bis 1942 kam Der kleine Wallmann. Das praktische Taschenbuch für Versicherungsvertreter heraus.